# Markus Ragger
Markus Ragger (Klagenfurt, 5 de febrero de 1988) es un jugador de ajedrez austriaco, que tiene el título de Gran Maestro desde 2008.
En la lista Elo de la Federación Internacional de Ajedrez (FIDE) de septiembre de 2015, tenía un Elo de 2695 puntos, lo que le convertía en el jugador número 1 (en activo) de Austria y el 50 en el ranking mundial. Su máximo Elo fue de 2695 puntos en la lista de septiembre de 2015 (posición 53 mundial).

## Resultados destacados en competición
En 2008 ganó el Campeonato de Austria. En 2011, empató para los puestos primero al quinto con Yuri Kuzúbov, Parimarjan Negi, Alexander Areshchenko y Ni Hua en el Abierto de Parsvnath. El mismo año fue 5.º (6.º por desempate) en el Campeonato de Europa absoluto, lo que le permitió clasificarse para disputar la Copa del Mundo de 2011. Esta tuvo lugar entre agosto y septiembre y se celebró en Khanti-Mansisk. Ragger tuvo una mala actuación y fue eliminado en primera ronda por Evgeny Alekseïev (1½-2½).
En agosto de 2013 participó en la Copa del Mundo de ese año, donde tuvo una actuación regular, siendo eliminado en la segunda ronda por Nikita Vitiugov (½-1½). En febrero de 2014 fue segundo en el Torneo 'Casino Graz' en Austria (el campeón fue el armenio Hrant Melkumian). En agosto de 2015 ganó la danesa Politiken Cup con 8 puntos de 10, empatado con nueve jugadores, pero con mejor resultado en el desempate.
Ragger ha participado, representando a Austria, en cuatro Olimpíadas de Ajedrez entre los años 2008 y 2014, siempre como primer tablero. Obtuvo un resultado de (+19 –7 =18). Su mejor resultado lo obtuvo en la última, la Olimpiada de 2014, con 8½ de 11 puntos (+8 -2 =1), con el 77,3% de la puntuación, y una performance de 2718.

## Nota y referencias
1. 1 2  Chessgames.com (ed.). «Nota biogràfica de Markus Ragger» (en inglés). Consultado el 8 de diciembre de 2011.
2. ↑  FIDE (ed.). «Ranking de ajedrecistas por federación: Austria» (en inglés). Consultado el 8 de septiembre de 2015.
3. ↑  Posición en el ranking mundial y evolución Elo de Markus Ragger «benoni.de» (en alemán). Archivado desde el original el 23 de septiembre de 2015. Consultado el 8 de septiembre de 2015.
4. ↑  FIDE (ed.). «Individual Championship 2008 - Austria» (en inglés). Consultado el 30 de noviembre de 2012.
5. ↑  chess.at (ed.). «Lista de ganadores del Campeonato de Austria de ajedrez (1950-2008)» (en alemán). Archivado desde el original el 31 de julio de 2009.
6. ↑  Chessdom (ed.). «9th Parsvnath International Open Chess Tournament» (en inglés). Archivado desde el original el 19 de noviembre de 2011. Consultado el 7 de diciembre de 2011.
7. ↑  Chessbase.com (ed.). «FIDE has announced qualifiers for the World Cup 2011» (en inglés). Consultado el 8 de diciembre de 2011.
8. ↑  chess.com, ed. (27 de agosto de 2011). «FIDE World Cup 2011» (en inglés). Consultado el 8 de diciembre de 2011.
9. ↑  ugrasport.com (ed.). «Resultadosde la Copa del Mundo de 2011» (en inglés). Archivado desde el original el 22 de noviembre de 2011. Consultado el 8 de diciembre de 2011.
10. ↑  En este torneo, celebrado en el hotel Scandic Tromsø de Tromsø, en Noruega, los finalistas se clasificaban para el Torneo de Candidatos de 2014.
11. ↑  chessworldcup2013.com (ed.). «Emparejamientos y resultados de la Copa del Mundo de ajedrez de 2013» (en inglés). Archivado desde el original el 21 de diciembre de 2013. Consultado el 8 de octubre de 2013.
12. ↑  ChessBase, ed. (24 de febrero de 2014). «Casino Graz International Won by Melkumyan» (en inglés). Consultado el 25 de diciembre de 2014.
13. ↑  chessbase.com (ed.). «Politiken Cup 2015». Consultado el 3 de agosto de 2015.
14. ↑  La notación (+x -y =z) quiere decir que el primer jugador ganó x partidas, perdió y, e hizo tablas en z.